# Schwemlitz
Schwemlitz ist ein Ort in der Gemeinde Rosche im Landkreis Uelzen in Niedersachsen.
Die Gemarkung des Ortsteils umfasst rund 4 km² Fläche, auf der 105 Einwohner in 58 Haushalten wohnen, und schließt dabei den Ortsteil Probien und die Höfe am Pilzenberg mit ein.
Die erste urkundliche Erwähnung findet der Ort im Jahr 1360.
Naturräumlich ist das Gebiet um die Gemeinde dem Uelzener Becken zuzuordnen, es liegt im Osten der Lüneburger Heide.
Schwemlitz erstreckt sich im Wesentlichen entlang der Bundesstraße 191, die als Dömitzer Straße die Hauptstraße des Ortes bildet. Direkt nordöstlich des Ortes liegt der Ortsteil Probien, im Süden der Nachbarort Borg, im Westen der Nachbarort Bruchwedel und südwestlich der Nachbarort Neumühle. Direkt nordöstlich des Ortes liegt eine Sandgrube, die im südlichen Teil als Trialsportanlage genutzt wird.
Das Feuerwehrhaus am Kattenbarg wird auch als Dorfgemeinschaftshaus genutzt.